# سوكو
سوكو «السويس للزيت» أو (بالإنجليزية: SUCO - Suez Oil Co)‏ هي إحدى شركات قطاع البترول المصري، والتي تأسست طبقا لاتفاقية الامتياز الموقعة بين الحكومة المصرية وتمثلها الهيئة المصرية العامة للبترول (بالإنجليزية: Egyptian General Petroleum Corporation- EGPC) وشركة DEA Suez Gmbh بموجب القانون رقم ٦ لسنة ١٩٧٤ وتعديلاته لتشغيل ثلاثة حقول بترول، ويتضمن التحالف حق الامتياز بمنطقتين بخليج السويس هما حقل رأس بدران بمنطقة الامتياز الشرقية وحقلي خليج الزيت ورأس الفنار بمنطقة الامتياز الغربية، وانضم إليها لاحقا منطقة امتياز بالبحر المتوسط وهي حقل دسوق بمحافظة كفر الشيخ.
في يناير 2022 تخارج الشريك الأجنبي من شركة سوكو، وتأسست شركة دسوكو "دسوق للبترول" بين شركتي ديا وإيجاس كشركة قائمة بعمليات منطقة امتياز دسوق.

## مناطق امتياز الشركة

### منطقة رأس فنار بخليج السويس
- تم إبرام اتفاقية التزام للبحث عن البترول واستغلاله فيما بين حكومة جمهورية مصر العربية والمؤسسة المصرية العامة للبترول والشركة الألمانية لتوريد الزيت الخام الصادر بموجب القانون رقم ٦ لسنة ١٩٧٤ بما أدخل عليه من تعديل بموجب القانون رقم ٩٢ لسنة ٢٠٠٧ في منطقة خليج السويس.
- تنازلت الشركة الألمانية لتوريد الزيت الخام (ديمنكس) عن ثلاثة وثلاثين وثلث في المائة (٣ / ١ ٣٣%) على المشاع من حقوقها ومصالحها وامتيازاتها وواجباتها والتزاماتها في اتفاقية الالتزام إلى شركة بى بى بتروليم ديفلوبمنت ليمتد بموجب وثيقة التنازل المعتمدة بتاريخ ٤/ ٥ / ١٩٧٨.
- تنازلت الشركة الألمانية لتوريد الزيت الخام (ديمنكس) عن ثلاثة وثلاثين وثلث في المائة (٣ / ١ ٣٣%) على المشاع من حقوقها ومصالحها وامتيازاتها وواجباتها والتزاماتها في اتفاقية الالتزام إلى شركة شل ويننج أن في بموجب وثيقة التنازل المعتمدة بتاريخ ٤ / ٥ / ١٩٧٨.
- تنازلت شركة بى بى بتروليم ديفلوبمنت ليمتد عن ثلاثة وثلاثين وثلث في المائة (٣ / ١ ٣٣%) على المشاع والتى تمثل جميع حقوقها ومصالحها وامتيازاتها وواجباتها والتزاماتها في اتفاقية الالتزام المذكورة أعلاه إلى شركة Bp Petroleum Development G. O.S. West Limited بموجب وثيقة التنازل المؤرخة ٢٦ / ١ / ١٩٨٤،
- تنازلت الشركة الألمانية لتوريد الزيت الخام (ديمنكس) عن ثلاثة وثلاثين وثلث في المائة (٣ / ١ ٣٣%) على المشاع والتى تمثل جميع حقوقها ومصالحها وامتيازاتها وواجباتها والتزاماتها في اتفاقية الالتزام سالفة الذكر إلى شركتها التابعة Deminx Suez Petroleum GmbH في ٣٠ / ٩ / ١٩٩١.
- تنازلت شركة Bp Petroleum Development G. O.S. West Limited قد عن ثلاثة وثلاثين وثلث في المائة (٣ / ١ ٣٣%) على المشاع والتى تمثل جميع حقوقها ومصالحها وامتيازاتها وواجباتها والتزاماتها في اتفاقية الالتزام المذكورة أعلاه إلى شركة Bp Exploration Operating Co. Limited بموجب وثيقة التنازل المؤرخة ٥ / ١٢ / ١٩٩١،
- تنازلت شركة Bp Exploration Operating Co. Limited عن ثلاثة وثلاثين وثلث في المائة (٣ / ١ ٣٣%) على المشاع والتى تمثل جميع حقوقها ومصالحها وامتيازاتها وواجباتها والتزاماتها في اتفاقية الالتزام المذكورة أعلاه إلى شركة ربسول اكسبلورسيون ايخبتو اس. ايه. بموجب وثيقة التنازل المؤرخة ٢٦ / ٢ / ١٩٩٢،
- تنازلت شركة شل ويننج ان. فى. قد عن ثلاثة وثلاثين وثلث في المائة (٣ / ١ ٣٣%) على المشاع والتى تمثل جميع حقوقها ومصالحها وامتيازاتها وواجباتها والتزاماتها في اتفاقية الالتزام المذكورة أعلاه إلى شركتى ديمنكس وربسول بموجب وثيقة التنازل المؤرخة ٣١ / ١٠ / ١٩٩٤. لتصبح نسب الشركاء (ديمنكس ٥٠% وربسول ٥٠%)،
- تم تغيير اسم شركة ديمنكس سويس بتروليم جى إم بى إتش إلى GEOGE Suez GmbH،
- تنازلت شركة ربسول أكسبلورسيون ايخينو أس أية عن خمسين في المائة (٥٠%) على المشاع والتى تمثل جميع حقوقها ومصالحها وامتيازاتها وواجباتها والتزاماتها في اتفاقية الالتزام المذكورة أعلاه إلى GEOGE Suez GmbH بتاريخ ١٢ / ٢ / ٢٠٠١،
- تم تغيير اسم شركة GEOGE Suez GmbH إلى RWE DEA Suez Gmbh,

تم تغيير اسم شركة RWE DEA Suez Gmbh إلى DEA Suez Gmbh.
- تم اعتماد عقد تنمية رأس فنار في تاريخ ١ مارس ١٩٨١ بموجب أحكام القانون رقم ٦ لسنة ١٩٧٤ بما أدخل عليه من تعديل. لينتهى في ١٦ يوليو ٢٠١٧.
- اعتبارًا من تاريخ ١٦ يوليو ٢٠١٧، فإن منطقة تنمية رأس فنار تؤول بالكامل إلى حكومة جمهورية مصر العربية، وبناءً عليه فإن القانون رقم ٦ لسنة ١٩٧٤ بما أدخل عليه من تعديل أصبح غير سارى بالنسبة لمنطقة تنمية رأس فنار.
- في ١٥ مايو سنة ٢٠١٨ صدر القانون رقم ٣٢ لسنة ٢٠١٨ بالترخيص لوزير البترول والثروة المعدنية في التعاقد مع الهيئة المصرية العامة للبترول للبحث عن البترول وتنميته واستغلاله في منطقة تنمية رأس فنار بخليج السويس.[2]

## المساهمين
- الهيئة المصرية العامة للبترول

## رؤساء الشركة
- محمد أحمد الخياط (نوفمبر 2022- حتى الآن).[5]
- محمد حسن رضوان (مايو 2020 - ).[6]
- عادل علي فهمي.[7]
- سالم حسن عبد الله.[8]
- محمد محمود بيضون.[9]
- السيد عبد اللطيف بدير.[10]
- منير عبد الحميد الطوخي.[11]
- نبيل علي زكي.[12]
- أحمد حسني عبد الحميد.[13]
- خالد عبد الله حواء.[13]